# Битва за Западный Хубэй (1943)
Битва за Западный Хубэй (кит. трад. 鄂西会战, упр. 鄂西會戰, пиньинь È Xī Huìzhàn) — одно из сражений между Национально-революционной армией Китая и Императорской армией Японии во время Японо-китайской войны (1937—1945), проходившее 12 мая — 3 июня 1943 года. Также стало одним из четырех крупных сражений, произошедших в провинции Хубэй в годы войны.

## Планы операции
Цели подготовленного японцами наступления были ограничены. Зная об огромных трудностях, с которыми сталкивается китайская экономика, целью было разграбить рисовые поля Хэнани и Хубэя, прервать движение судов, доставляющих продовольствие на Янцзы, и захватить как можно больше барж и зернохранилищ. План заключался в том, чтобы обескровить измученные китайские войска и не дать им провести наступление в Бирме. Была также надежда, что наступление вызовет панику из-за опасений нападения на Чунцин. В середине апреля генерал Ёкояма Исаму сосредоточил в районе Ичана ударные силы численностью 100 000 человек. В их состав входили четыре дивизии (3-я, 13-я, 39-я и 40-я), 17-я отдельная бригада и части 34-й и 58-й дивизий. 
Чан Кайши получил предупреждение о готовящемся наступлении от командующего китайской разведкой Дай Ли. Генерал Сунь Ляньчжун, командующий 6-м военным районом, развернул четыре группы армий веером от Аньсяна на юге к расположенной на Янцзы крепости Шипай, охранявшей так называемые Три ущелья на реке. Китайский план учитывал слабость сил. Намерение состояло в том, чтобы отступать веерным способом, самым быстрым на юге и самым медленным на севере, с осью — крепость Шипай. Также предполагалось во время отступления по рубежами быстро создавать земляные укрепления. Обе армии подготовили минные заграждения на реке, чтобы предотвратить проход военных кораблей. 
За несколько дней до фактического начала операции произошла резня в Чанцзяо, в ходе которой генерал Сюнроку Хата приказал казнить 30 000 человек..

## Ход сражения
5 мая основные силы японцев двинулись в наступление. 3-я дивизия и 17-я отдельная бригада, а также 34-я и 40-я дивизии двинулись вдоль берега озера Дунтин, вытесняя войска 73-го китайского корпуса. В течение 24 часов китайцы яростно защищали Аньсян и Наньсянь, но 8 мая сдали из-за превосходящей артиллерии противника. На следующий день китайские дивизии начали отступать к южному берегу озера, ведя сдерживающие бои у Саньсяньху и Хунмяо. Часть японских сил из 34-й и 40-й дивизий была переброшена для контроля захваченных территорий, но остальные двинулись на запад. 12 мая 3-я дивизия и 17-я бригада соединились южнее Цзиньши, но попытка быстро захватить город провалилась.
Затем начался второй этап операции. Севернее, 3000 солдаты, выделенные из 13-й дивизии на правом фланге японцев, атаковали Банчжудан. Тем временем большая часть японских войск форсировала реку Цзин между Янцзы и Чжицзяном, по пути уничтожив 10-ю китайскую группу армий из шести дивизий. На крайнем севере 3-я японская дивизия беспрепятственно продвигалась на северо-запад. 
Тем временем китайская воздушная разведка доложила о скоплении в тылу фронта близ Ичана японских войск, еще не участвовавших в бою. Чэнь Чэн направил против ударного кулака 74-й и 79-й корпуса 33-й группы армий. В это время остатки 10-й группы армий должны были остановить продвижение противника в центре. Крепость Шипай нужно было защитить во что бы то ни стало. Приказ угрожал военным трибуналом за сдачу крепости. 
Утром 21 мая 13-я дивизия атаковала 58-ю и 67-ю китайские дивизии, по пути захватив Ванцзяньфань. Китайские дивизии начали быстро отходить на северо-запад. Ночью японцы форсировали реку Сиянь у Нецзяхэ и Мяоданя. В этот момент японская 39-я дивизия на правом берегу Янцзы вела бои за Юянгуань против 13-й дивизия НРА. Ожесточенные уличные бои за город продолжались до 22 мая и закончились победой японцев. До этого момента японское наступление продолжалось по плану. Теперь колонны Йокоямы должны были прорваться на юг по дороге в Хэнань через Иду, расположенную на Янцзы. 24 мая 3-я и 39-я дивизии захватили Чанъян, наступая на ключевой пункт китайской обороны Шипай.
28 мая японские войска пересекли реку Цинцзянь и подошли к позициям китайской 1-й армии генерала Чэнь Чена. Чэнь Чэн решил оборонять линию реки Цинцзянь и крепость Шипай. Сам Чан Кайши приехал в Хубэй. Власти Китайской Республики осознавали, что исход боевых действий в Хубэе повлияет на оценку действий Китая западными союзниками
После того, как основные силы 13-й дивизии японской армии пересекли реку Цинцзянь, они были остановлены 121-й дивизией. Командир японской дивизии принял решение обойти позиции противника и рискнуть перебраться через горы Тяньчжушань. 5-я китайская дивизия устроила засаду у Тяньчжушаня и попыталась преградить продвижение противника, но была сбита с позиции и отступила. 30 мая, понеся тяжелые потери, 13-я дивизия прорвалась через стратегически важный ручей Муцяоси возле Шипая и атаковала мост Тайши. Китайцы отразили более 10 атак японцев.
Тем временем 10-й корпус оборонял Чжиджу при поддержке авиации. В течение дня 28 мая американские и китайские лётчики атаковали японские артиллерийские позиции, уничтожая их. 29 мая китайская пехота контратаковала среди разрушенных зданий Чжиджу, и японцы были вынуждены отойти. 118-я дивизия НРА выдвинулась в тыл 3-й и 13-й японских дивизий.
Солдаты 13-й дивизии атаковали Шипай при поддержке артиллерии, но не смогли его захватить, так как к полю боя подошли элитные подразделения из Юньнани. Многочисленные японские подразделения были идеальной мишенью для летчиков союзников, которые действовали практически безнаказанно. 31 мая японцы начали отступление, оставив лошадей и большое количество припасов.
Четыре китайских корпуса окружили 13-ю японскую дивизию и 17-ю отдельную бригаду между Тайшицяо и Муцяоси. Весь день 2 июня самолеты B-24 Liberator бомбили позиции окружённых войск. 58-я дивизия даже не попыталась помочь, а вернулась на исходные позиции в районе Ичана. 
3 июня войска 10-го корпуса перешли в наступление по всей линии, атаковав Гунъань и отбив города Аньсян и Сяньань. С этого времени японские войска начали отходить по всему фронту. 8 июня китайцы захватили Иду и Синьчжай. В ночь на 11 июня китайская пехота захватила Янцзы и Сунцзе, а на следующий день 74-й корпус отбил Чжацзяцзуй. Патрули достигли Янцзы. Фронт вернулся на позиции месячной давности.

## Результаты
Китайское правительство и западные СМИ сообщили, что китайцы одержали крупную победу, хотя они потеряли больше личного состава, чем японская армия.